# Los Pilares (Michoacán)
Los Pilares es una localidad del estado mexicano de Michoacán. Es parte del municipio de Vista Hermosa.

## Demografía
| Gráfica de evolución demográfica |
|                                  |

| Censo | Población |
| ----- | --------- |
| 1900  | 161       |
| 1910  | 140       |
| 1921  | 38        |
| 1930  | 90        |
| 1940  | 299       |
| 1950  | 343       |
| 1960  | 470       |
| 1970  | 569       |
| 1980  | 801       |
| 1990  | 1066      |
| 2000  | 1103      |
| 2010  | 1199      |
| 2020  | 1322      |